# Pilea dispar
Pilea dispar är en nässelväxtart som beskrevs av Ignatz Urban. Pilea dispar ingår i släktet pileor, och familjen nässelväxter. Inga underarter finns listade i Catalogue of Life.